# Paul Sweezy
Paul Marlor Sweezy (10 d'abril de 1910 – 27 de febrer de 2004) fou un economista marxista, activista polític i fundador editor de la revista Monthly Review. És recordat per les seves contribucions a la teoria econòmica com un dels principals economistes marxistes de la segona meitat del segle xx. Una de les seves obres majors, El capitalisme monopolista. Assaig sobre l'estructura econòmica i social americana va ser traduïda al català.

## Biografia

### Primers anys i estudis
Paul Sweezy va néixer el 10 d'abril de 1910, a Nova York, van néixer com el més jove dels tres fills en una família benestant. Sa mare, Caroline Wilson Sweezy era graduada del Goucher College de Baltimore i son pare Everett B. Sweezy, un vicepresident del First National Bank of New York.
Sweezy assistí a la Phillips Exeter Academy i va anar a la Harvard University i fou editor de The Harvard Crimson el diari estudiantil. S'hi va graduar magna cum laude el 1932. Després d'acabar el curs de pregraduat, els seus interessos van passar del periodisme a l'economia. Sweezy va passar els anys acadèmics 1931-1932 fent cursos a la London School of Economics, viatjant a Viena per estudiar en el seu temps lliure. Fou en aquesta època que Sweezy exposà per primer cop les seves idees sobre l'economia marxista. Va conèixer Joan Robinson i altres joves pensadors britànics de l'esquerra de l'època.
Al seu retorn als Estats Units, Sweezy es va matricular de nou a la Universitat Harvard, on va rebre el doctorat el 1937. Sweezy estava profundament afectat per la seva interacció amb l'economista Joseph Schumpeter i va esdevenir finalment, gran amic per tota la vida amb el pensador conservador. Més endavant, com a col·legues, els seus debats sobre les «Lleis del Capitalisme» varen ser llegendaris per a tota una generació d'economistes a Harvard.
Mentre, a Harvard, Sweezy fundava la revista acadèmica The Review of Economic Studies i publicava assajos sobre la competència imperfecta, el paper de les expectatives en la determinació de l'oferta i la demanda, i el problema de l'estancament econòmic.

### Carrera acadèmica i servei militar
Sweezy es va ser nomenat assistent professor de Harvard el 1938. Va ser allà que va ajudar a establir la branca local de l'American Federation of Teachers (Federació Americana de Mestres), el sindicat de mestres de Harvard. Va ser en aquesta època que Sweezy va escriure conferències que més tard vanb esdevenir un dels treballs més importants sobre economia, The Theory of Capitalist Development (La Teoria del Desenvolupament Capitalista) (1942), un llibre que resumeix la Teoria del valor-treball de Marx i els seus seguidors.
Sweezy va treballar per a diverses agències del New Deal, per a qui va analitzar la concentració del poder econòmic i les dinàmiques del monopoli i la competència. Aquesta recerca va incloure l'influent estudi per al National Resources Committee (NRC) «Interest Groups in the American Economy» (Grups d'interès en l'economia americana) que identifiquen les vuit aliances financer-industrials més poderoses en els negocis dels EUA. Va ser publicat com un apèndix al famós informe The Structure of the American Economy de l'NRC.
Del 1942 al 1945, Sweezy va treballar per la divisió de recerca i anàlisi de l'Office of Strategic Services. Sweezy fou enviat a Londres, on va treballar a la secció de recerca i anàlisi de l'Office of Strategic Services (OSS) on feia el seguiment de la política econòmica britànica per al govern dels EUA. Va esdevenir l'editor de la publicació mensual de l'OSS, European Political Report (Informe sobre política europea). Sweezy rebé la medalla de bronze pel seu paper en la guerra. Va ser el guanyador del premi de Recerca en Ciències Socials del Consell de la Desmobilització al final de la guerra.
Sweezy va escriure extensament a la premsa liberal durant el període de la postguerra, incloent-hi publicacions com The Nation i The New Republic, entre d'altres. També va escriure un llibre, Socialism, publicat el 1949, així com una sèrie d'articles curts que van ser recollits en forma de llibre a The Present as History (El Present com a Història) el 1953. El 1947 Sweezy va renunciar a la seva plaça de professor a Harvard, quan encara li quedaven dos anys de contracte, per dedicar-se completament a escriure i editar.

### RevistaMonthly Review
El 1949, Sweezy i Leo Huberman van fundar una nova revista denominada Monthly Review, amb els diners de l'historiador i crític literari F. O. Matthiessen. El primer número aparegué el maig d'aquell mateix any, i incloïa un article d'Albert Einstein «Per què el socialisme?». La revista fundada al bell mig de la Por Roja Americana, o maccarthisme, s'autodefinia com a revista socialista independent. Monthly Review s'expandí ràpidament cap a la producció de llibres i pamflets a través de la seva branca editorial, Monthly Review Press.
Al llarg dels anys Monthly Review va publicar articles d'una gran varietat d'autoritats, incloent-hi articles d'Albert Einstein, W. E. B. Du Bois, Jean-Paul Sartre, Che Guevara i Joan Robinson. De 1977 a 1982 a Barcelona es va publicar una versió en castellà Revista Mensual/Monthly Review,, que va tornar a parèixer el 2004 com a Monthly Review, Selecciones en castellà. Aquesta revista, amb la francesa Les Temps Modernes i la britànica New Left Review, és una de les tres revistes de l'esquerra independent més influents de la segona meitat del segle xx.

### Activisme
El 1954, a Nou Hampshire, el fiscal general Louis C. Wyman va citar Sweezy i el va interrogar sobre el contingut d'una conferència a la Universitat de Hampshire i sobre les seves creences i pertinença a associacions polítiques i va exigir saber el nom dels seus companys polítics. Sweezy ho va refusar completament, apel·lant a la Primera Esmena, el dret a la llibertat d'expressió. Fou condemnat per desacatament al tribunal i breument empresonat, però el Tribunal Suprem dels Estats Units (Sweezy vs. Nou Hampshire) va anul·lar aquesta condemna el 1957, en un cas històric sobre la llibertat acadèmica.
Sweezy era actiu en una àmplia gamma de causes progressistes, incloent-hi el Comité de Llibertats Civils d'Emergència, l'Associació Nacional d'Advocats, el Consell Nacional de les Arts, Ciències i les Professions, i el Comité pel Joc Net a Cuba. Va ser el president del Comité en Defensa de Carl Marzani i fou particularment actiu en la lluita contra la persecució dels membres del Partit Comunista sota l'a llei federal coneguda com a Smith Act.
Obert opositor a la guerra del Vietnam, Sweezy va ser un suport prominent del Tribunal Internacional contra els Crims de Guerra de Bertrand Russell.

### Contribucions a l'economia
El treball de Sweezy en economia es va focalitzar en l'aplicació de l'anàlisi Marxista que identificava tres tendències en el capitalisme modern: monopolització, estancament i financiarització.
El primer document publicat formalment per Sweezy sobre economia fou un article de l'any 1934 titulat «Professor Pigou's Theory of Unemployment» (La Teoria del Professor Pigou sobre l'atur), publicat el 1934 al Journal of Political Economy. Durant la resta de la dècada Sweezy va escriure prolíficament sobre temes relacionats amb l'economia, va publicar uns vint-i-cinc articles i ressenyes. Sweezy va ser pioner en el camp de les expectatives i de l'oligopoli en aquells anys, introduint, per primera vegada, el concepte de la corba de demanda trencada en la determinació dels preus d'oligopolis.
El 1938, Harvard va publicar la dissertació de Sweezy, Monopoly and Competition in the English Coal Trade, 1550–1850 (Monopoli i competència en el comerç del carbó Anglès, 1550-1850). Amb la publicació, el 1942, de la Theory of Capitalist Development (Teoria del desenvolupament capitalista) Sweezy es va establirt com el «degà dels marxistes nord-americans», va crear els fonaments per al treball Marxista posterior sobre aquests temes. A més, va presentar la primera discussió important, en llengua anglesa, sobre el problema de la transformació. El llibre també emfasitzava els aspectes, tant qualitatius com quantitatius, de la teoria de Marx sobre el valor, diferenciant l'enfocament de Marx de les dels seus predecessors en l'economia política.
El 1966, Sweezy amb Paul Baran va publicar Monopoly Capital: An Essay on the American Economic and Social Order, ja traduït al català el 1969 com El capitalisme monopolista. Assaig sobre l'estructura econòmica i social americana. Elaborava proves i implicacions de la teoria de l'estancament de Sweezy, també denominat estancament secular. El principal dilema modern del capitalisme consistia, argüien, a trobar sortides rendibles d'inversió per als excedents econòmics creats per l'acumulació del capital. A causa de l'augment en l'oligopoli es va adoptar la forma d'estancament, ja que les empreses monopolistes van reduir la producció, en lloc dels preus, en resposta a l'excés de capacitat. S'hi denuncia la militarització com a eina per absorbir l'excedent econòmic:
| «                       | la militarització fomenta totes les forces reaccionàries i irracionals que hi ha en una societat, i, d'altra banda, inhibeix o ofega tot allò que és progressiu i humà. Neix un respecte cec davant l'autoritat; s'ensenyen i s'imposen actituds de conformisme i submissió; l'opinió diferent o el desacord són considerats com actes antipatriòtics i traïdors. | » |
| — Baran & Sweezy, 1966, | |   |

L'oligopoli significava que hi havia una tendència a l'augment de la quota de plusvàlua, però aquest superàvit no es va registrar, necessàriament, en els registres estadístics com a beneficis. Això també es pot prendre com una forma de malbaratament i d'excés de capacitat de producció.
L'increment en màrqueting, despesa militar i diverses formes de deute podrien alleugerir el problema de la sobreacumulació. Tanmateix, ells creien que aquests remeis a les dificultats del capital estaven intrínsecament limitats, i tendien a disminuir en efectivitat amb el temps, perquè el capital monopolista tendiria a l'estancament econòmic. Aquest llibre és considerat com la pedra angular de la contribució de Paul Sweezy a l'economia marxista.
Sweezy s'havia ocupat de l'ascens i caiguda del capital financer a principis del segle xx, identificant el monopoli com a la tendència més important. Aquest va ser el context en què analitzaria el ressorgiment del capital financer en l'era de la postguerra. El que fa millor la teoria de Sweezy, a l'hora d'interpretar la recessió/estagflació dels anys 1973 a 1975, és la capacitat per integrar els efectes del monopoli a petita escala amb els seus efectes a gran escala, que descriu la teoria de Keynes. El treball posterior de Sweezy amb Harry Magdoff, va examinar la importància de l'«explosió financera» com a resposta a l'estancament.

### Mort i llegat
Paul Sweezy morí el 27 de febrer de 2004 amb 93 anys. Sweezy fou lloat per economistes i intel·lectuals notoris com ara John Kenneth Galbraith com «el més destacat estudiós marxista americà» de la darreria del segle xx. També fou anomenat «el millor que havia produït Exeter i Harvard» i, era considerat com «un dels economistes més prominents de la seva generació» per l'economista Paul Samuelson, economista guanyador del Premi Nobel.

## Obra
- Monopoly and Competition in the English Coal Trade, 1550–1850. [1938] Westport, CT: Greenwood Press, 1972.
- Teoría del Desarrollo Capitalista. México: FCE, 1970.
- Socialism. Nova York: McGraw-Hill Company, 1949.
- The Present as History: Reviews on Capitalism and Socialism. (1953, 1962).
- Modern Capitalism and Other Essays. Nova York: Monthly Review Press, 1972.
- The Transition from Feudalism to Capitalism. London: New Left Books, 1976.
- Post-Revolutionary Society: Essays. Nova York: Monthly Review Press, 1980.
- Four lectures on Marxism. (Nova York: Monthly Review Press, 1981).
- "The Limits of Imperialism." In Chilcote, Ronald H. (ed.) Imperialism: Theoretical Directions. Nova York: Humanity Books, 2000.

### Amb Leo Huberman
- F.O. Matthiessen, 1902–1950. Nova York: S.N., 1950.
- Cuba: Anatomy of a Revolution. Nova York: Monthly Review Press, 1960.
- Regis Debray and Latin American Revolution. Nova York: Monthly Review Press, 1968.
- Socialism in Cuba. Nova York: Monthly Review Press, 1969.
- The Communist Manifesto after 100 Years: New translation by Paul M. Sweezy of Karl Marx's "The Communist Manifesto" and Friedrich Engels' "Principles of Communism." Nova York: Modern Reader, 1964.
- Vietnam: The Endless War: From Monthly Review, 1954–1970. Nova York: Monthly Review Press, 1970.

### AmbHarry Magdoff
- The Dynamics of US Capitalism: Corporate Structure, Inflation, Credit, Gold, and the Dollar. Nova York: Monthly Review Press, 1972.
- Revolution and Counter-Revolution in Chile. Nova York: Monthly Review Press, 1974.
- The End of Prosperity. Nova York: Monthly Review Press, 1977.
- The Deepening Crisis of US Capitalism. Nova York: Monthly Review Press, 1981.
- Stagnation and the Financial Explosion. Nova York: Monthly Review Press, 1987.
- The Irreversible Crisis: Five Essays. Nova York: Monthly Review Press, 1988.

### Amb altres autors
- El capitalisme monopolista. Assaig sobre l'estructura econòmica i social americana (1969), amb Paul A. Baran.[3] traducció en català de Monopoly Capital: An Essay on the American Economic and Social Order.[22]
- On the Transition to Socialism. (1971) amb Charles Bettelheim[23]